# 호텔 아들론

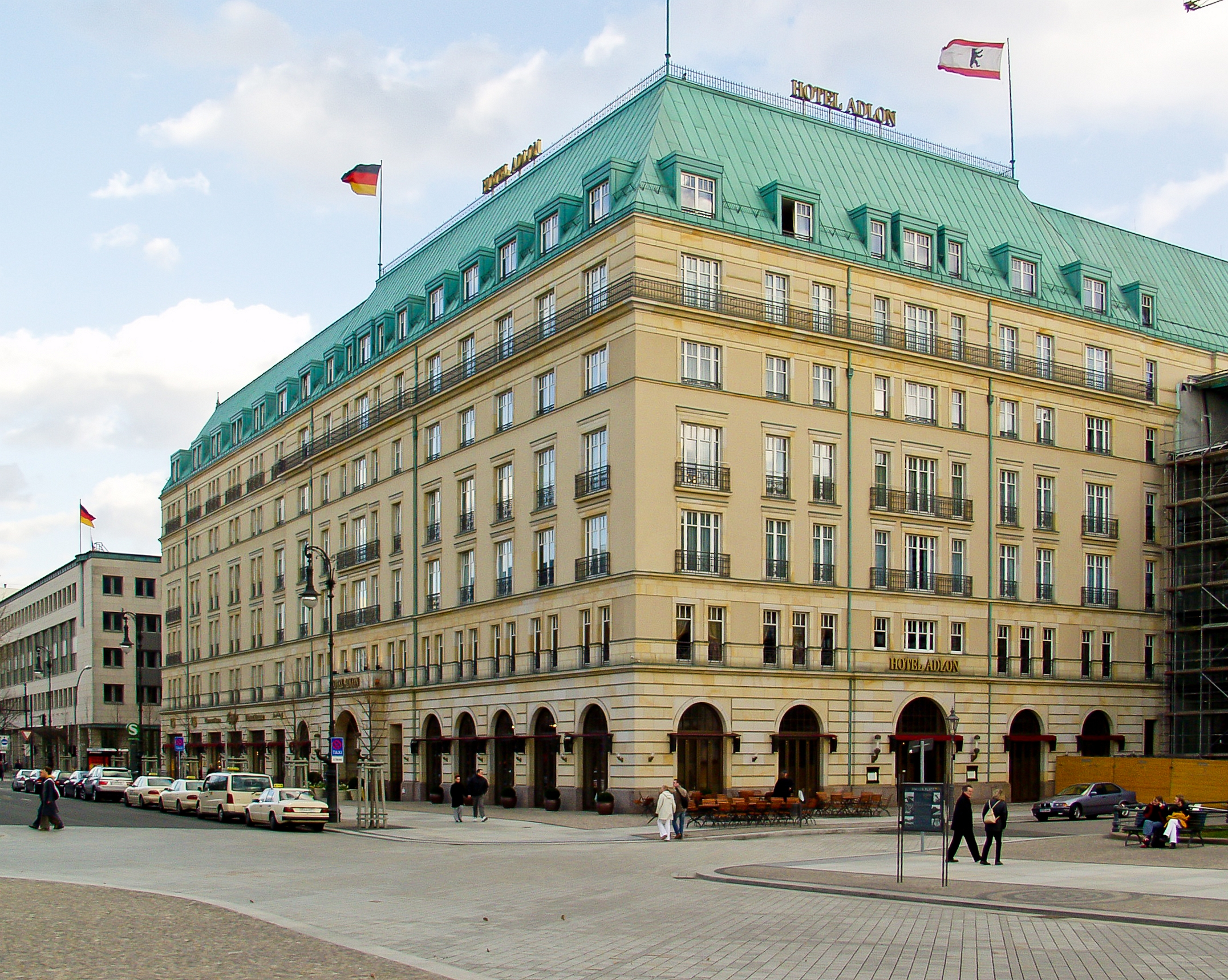
호텔 아들론

호텔 아들론(독일어: Hotel Adlon)은 독일 베를린에 위치한 고급 호텔이다. 미테 지구의 운터덴린덴에 있으며, 파리저 광장 코너에 있다. 브란덴부르크 문과 학살된 유럽 유대인을 위한 기념비와 마주보고 있다.
원래 호텔은 유럽에서 가장 유명한 호텔 중 하나였다. 1709년에 문을 열었으나, 제2차 세계 대전 여파로 파괴되어 1945년 문을 닫았다. 현재의 호텔 건물은 1997년에 새로 지어졌으며, 원래 호텔 디자인에서 영감을 받았다.

## 같이 보기
- 루이스 아들론
- 퍼시 아들론
- 패멀라 애들론